# Herman Suselbeek

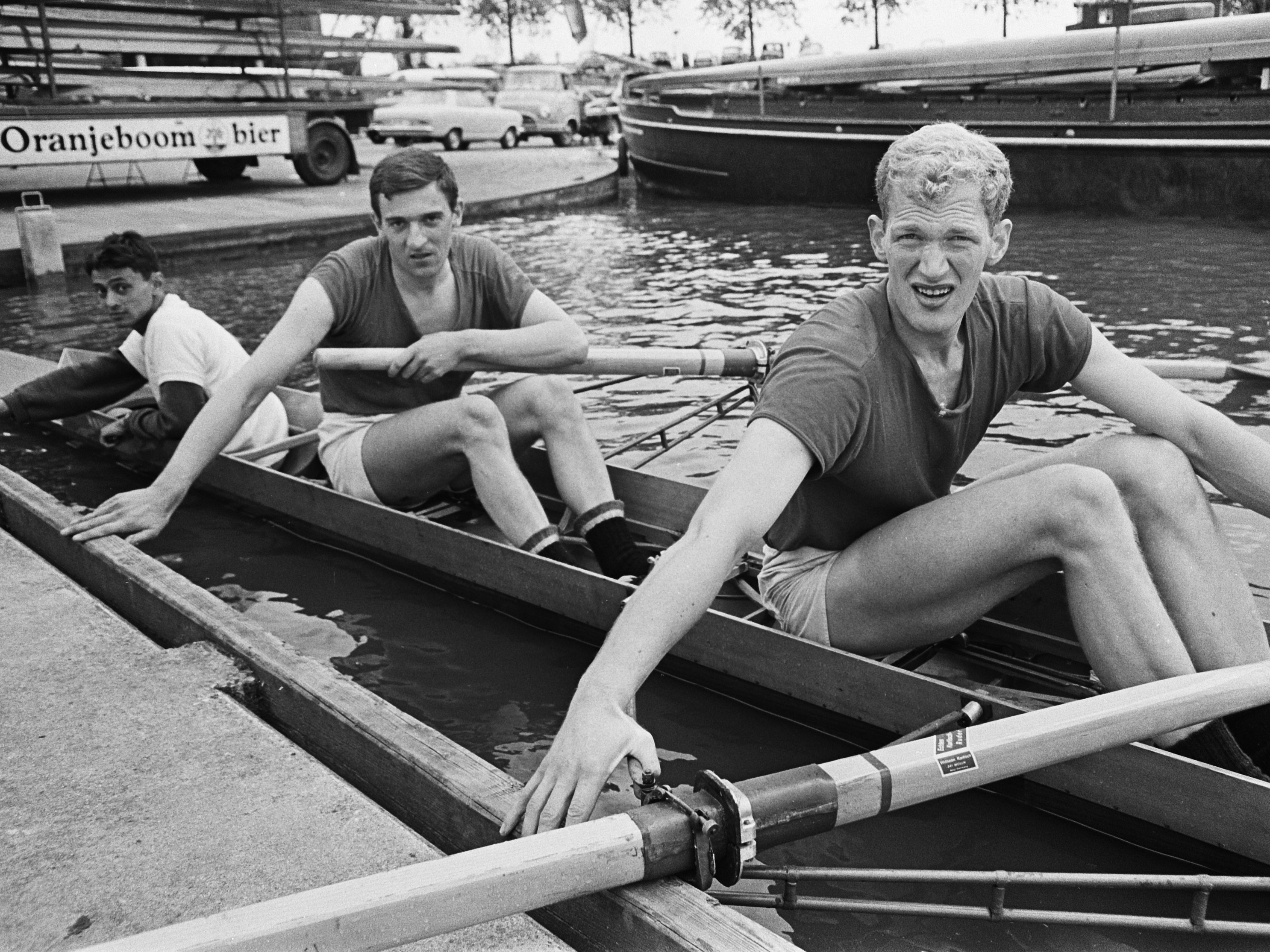
V. r. n. l.: Hadriaan van Nes, Herman Suselbeek und Steuermann Roderick Rijnders (1967)

Herman Johan „Suus“ Suselbeek (* 27. November 1943 in Silvolde) ist ein ehemaliger niederländischer Ruderer.
Der 1,83 m große Herman Suselbeek vom Ruderverein D.S.R.V. Laga in Delft bildete 1967 und 1968 zusammen mit Hadriaan van Nes und dem Steuermann Rody Rijnders den niederländischen Zweier mit Steuermann. Bei den Olympischen Spielen 1968 gewannen die drei die Silbermedaille hinter den Italienern Renzo Sambo, Primo Baran und Steuermann Bruno Cipolla.